# Rayonnement sortant à grande longueur d'onde

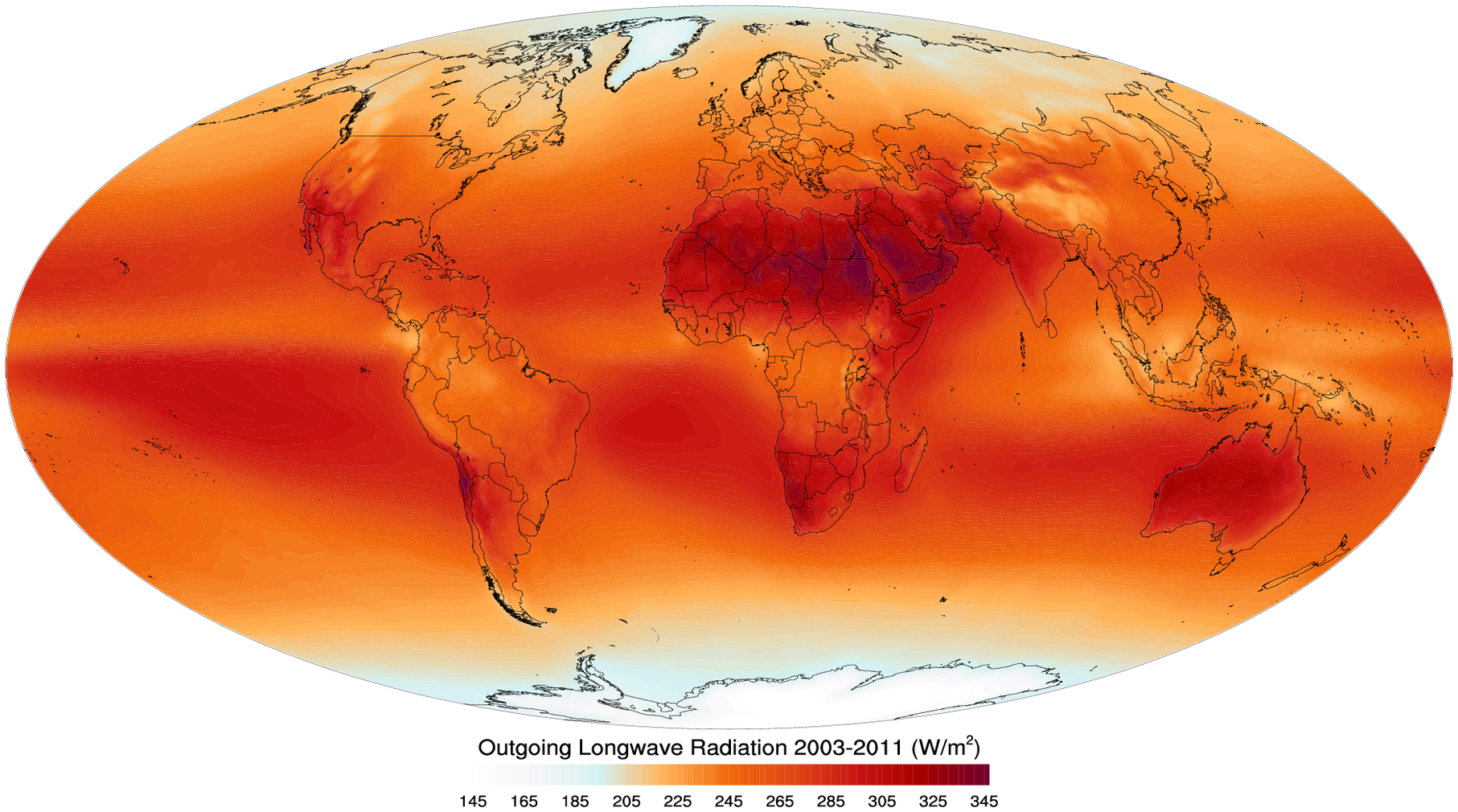
Moyenne annuelle de 2003-2010 du rayonnement sortant à grande longueur d'onde.

Le rayonnement sortant à grande longueur d'onde, ou simplement rayonnement de grande longueur d'onde, est le rayonnement électromagnétique de basse énergie émis de la Terre vers l'espace dans le domaine infrarouge.
Le rayonnement à ondes longues couvre généralement des longueurs d'onde allant de 3 à 100 micromètres (μm). Une limite de 4 μm est parfois utilisée pour différencier la lumière du Soleil du rayonnement à ondes longues. Moins de 1 % de la lumière du Soleil a des longueurs d'onde supérieures à 4 μm, alors que plus de 99 % du rayonnement sortant à ondes longues a des longueurs d'onde comprises entre 4 μm et 100 μm.
Ce flux d'énergie transporté par ce rayonnement est usuellement mesuré par sa valeur moyenne en watts par mètre carré (W/m²). Dans le cas du flux énergétique global, la valeur W/m2 est obtenue en divisant le flux d'énergie total sur la surface du globe (mesuré en watts) par la surface de la Terre, soit 5,1 × 1014 m2 (5,1 × 108 km2).
Le refroidissement radiatif produit par ce rayonnement est la principale façon dont le système terrestre perd de l'énergie. L'équilibre entre cette perte et l'énergie acquise par le chauffage radiatif provenant du rayonnement solaire à ondes courtes entrantes détermine le réchauffement ou le refroidissement global du système terrestre (bilan radiatif de la Terre). Les différences locales entre le chauffage radiatif et le refroidissement fournissent l'énergie qui alimente la dynamique atmosphérique.

## Définition

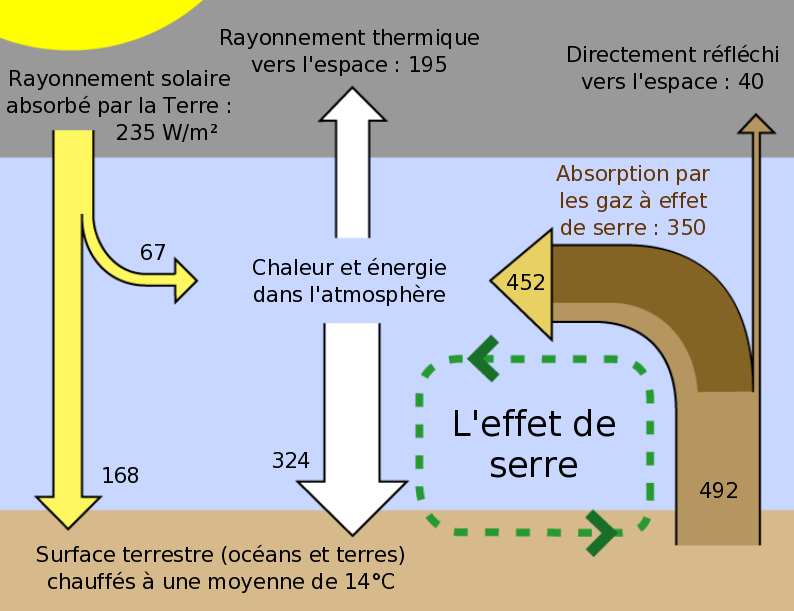
Bilan des échanges thermiques entre l'espace, l'atmosphère et la surface terrestre.

Près de la moitié de l'énergie provenant du Soleil sous forme d'onde courte est absorbée par la surface de la Terre et réémise vers l'atmosphère dans les grandes longueurs d'onde de l'infrarouge. Une partie de ces rayons traversent complètement l'atmosphère et le reste est absorbé par les gaz, comme le dioxyde de carbone (CO2) et la vapeur d'eau.
Plus de 99 % de ce qui sort, le rayonnement sortant à grande longueur d'onde, se situe dans les longueurs d'onde de 4 à 100 μm, dans la partie infrarouge thermique du spectre électromagnétique. Les contributions avec des longueurs d'onde supérieures à 40 μm sont faibles et généralement seules les longueurs d'onde allant jusqu'à 50 μm sont considérées. Dans la gamme de longueurs d'onde comprise entre 4 et 10 μm, le spectre du rayonnement à ondes longues sortant chevauche celui du rayonnement solaire, et pour différentes applications, différentes longueurs d'onde de coupure peuvent être choisies entre les deux.
Le bilan radiatif de la Terre est assez proche de l'équilibre puisque la perte par radiation à grande longueur d'onde est très proche du rayonnement absorbé en ondes courtes du Soleil à chaque instant. Ainsi, la température moyenne de la Terre est très stable. Le flux sortant à grande longueur d'onde dépend ainsi de la température du corps rayonnant de la Terre, affectée par la température de la surface de la Terre, l'émissivité de celle-ci, la température atmosphérique, le profil de la vapeur d'eau et la couverture nuageuse. Le taux de perte radiatif est aussi affecté localement par la couverture nuageuse et les poussières dans l'atmosphère qui tendent à le réduire en dessous des valeurs par ciel dégagé.

## Mesure

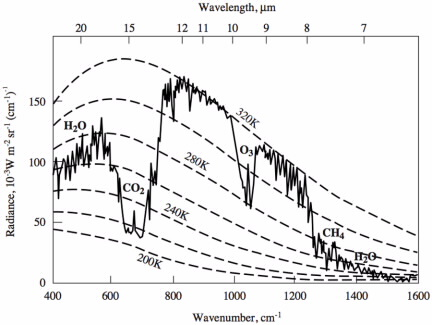
Spectre émissif de la Terre, constaté par le satellite Nimbus 4.

Le rayonnement sortant à grande longueur d'onde est surveillé mondialement depuis 1975 par un certain nombre de satellites. Ils comprennent :
- des mesures à large bande de l'instrument ERB (Earth Radiation Balance) sur les satellites Nimbus-6 et Nimbus-7[5],[6] ;
- ERBE et ERBE sur les NOAA-9 et NOAA-10 et le satellite du budget de rayonnement de la Terre de la NASA (ERBS) ;
- l'instrument CERES (Clouds and the Radiant Energy System) à bord des satellites Aqua et Terra de la NASA ;
- l'instrument de mesure du bilan de rayonnement géostationnaire de la Terre (GERB) sur le satellite Météosat seconde génération (MSG).

Le rayonnement infrarouge retourné en surface est principalement mesuré par un pyrgéomètre. Le réseau terrestre le plus important pour la surveillance du rayonnement à ondes longues de surface est le réseau de radiations superficielles de surface (BSRN), qui fournit des mesures cruciales et bien calibrées pour l'étude de l'assombrissement global.

Température de l'atmosphère fonction de l'altitude.

Ce rayonnement varie naturellement d'un jour à l'autre, et d'un lieu à l'autre ; mais son profil présente des éléments relativement constants, qui peuvent être illustrés sur le graphique de droite. Ce graphique donne la radiance par nombre d'onde de la lumière IR réémise (en ordonnées), en fonction de ce nombre d'onde (en abscisses. La puissance effectivement réémise par la terre (à cette date, en ce lieu) correspond donc à la surface sous cette courbe (l'intégrale) :
- La lumière visible est très largement hors jeu : le spectre visible est de l'ordre de 500 nanomètres, soit 0,5 µm, très à droite sur le graphique.

L'essentiel de la puissance émise l'est pour des longueurs d'onde supérieures à 8 µm, situées dans l'infra-rouge.
- Une partie de la courbe suit pratiquement la radiance d'un corps noir de température 300 à 320 Kelvin, soit ~25 à 45°C. Ces températures correspondent à des températures au sol de régions tempérées à équatoriales. Dans cette partie du spectre, le sol rayonne donc directement dans l'espace, et l'atmosphère est essentiellement transparente pour cette radiation.
- Cette courbe présente un premier creux vers 9,75 µm, dont la légende mentionne qu'il est dû à adsorption de la couche d'ozone, O3. Par rapport à un corps purement radiatif que serait le sol, cette tranche de fréquence est donc massivement absorbée par une couche ultérieure de l'atmosphère, et ne se transmet pas de manière significative vers l'espace. Cette couche qui absorbe une certaine puissance rayonnée va la réémettre, suivant son propre profil de température. On voit sur le graphique que la couche absorbante en O3 est rémittrice dans la température ~280K, soit  ~ 7°C. Si l'on se réfère à l'Atmosphère normalisée (figure de gauche), cette température correspond à une troposphère moyenne.
- Sur la gauche du graphique, une sous-émission attribuée à la présence de H2O  intercepte de même le rayonnement terrestre, et réémet son énergie suivant un profil correspondant à une température de 280 K à 260 K, soit ~ 7°C à ~ -13°C. Ces éléments relèvent clairement de la nébulosité présente dans la troposphère à ce niveau.
- La vedette du graphique est le creux attribué au CO2, centré sur une radiation de 15 µm. On peut voir que ce creux correspond à une température d'émission de l'ordre de 220 K, correspondant à la température de la tropopause, de 10 à 20 km d'altitude.

## Simulations et modifications
Les gaz à effet de serre, tels que le méthane (CH4), l'oxyde nitreux (N2O), la vapeur d'eau (H2O) et le dioxyde de carbone (CO2), absorbent certaines longueurs d'onde du flux d'infrarouges et le réémettent ensuite vers la Terre, augmentant la température moyenne de sa surface. Par conséquent, une augmentation de la concentration d'un gaz à effet de serre contribuerait au réchauffement de la planète en augmentant la quantité de rayonnement absorbée et la diminution du flux sortant dans l'espace.
L'évaluation de nombreux phénomènes reliés à ces variations nécessitent le calcul de leur effet sur le taux de rayonnement à ondes longues sortant. L'étude du bilan se fait donc grâce à des simulations informatiques avec les équations de transfert radiatif.